# Riphéen

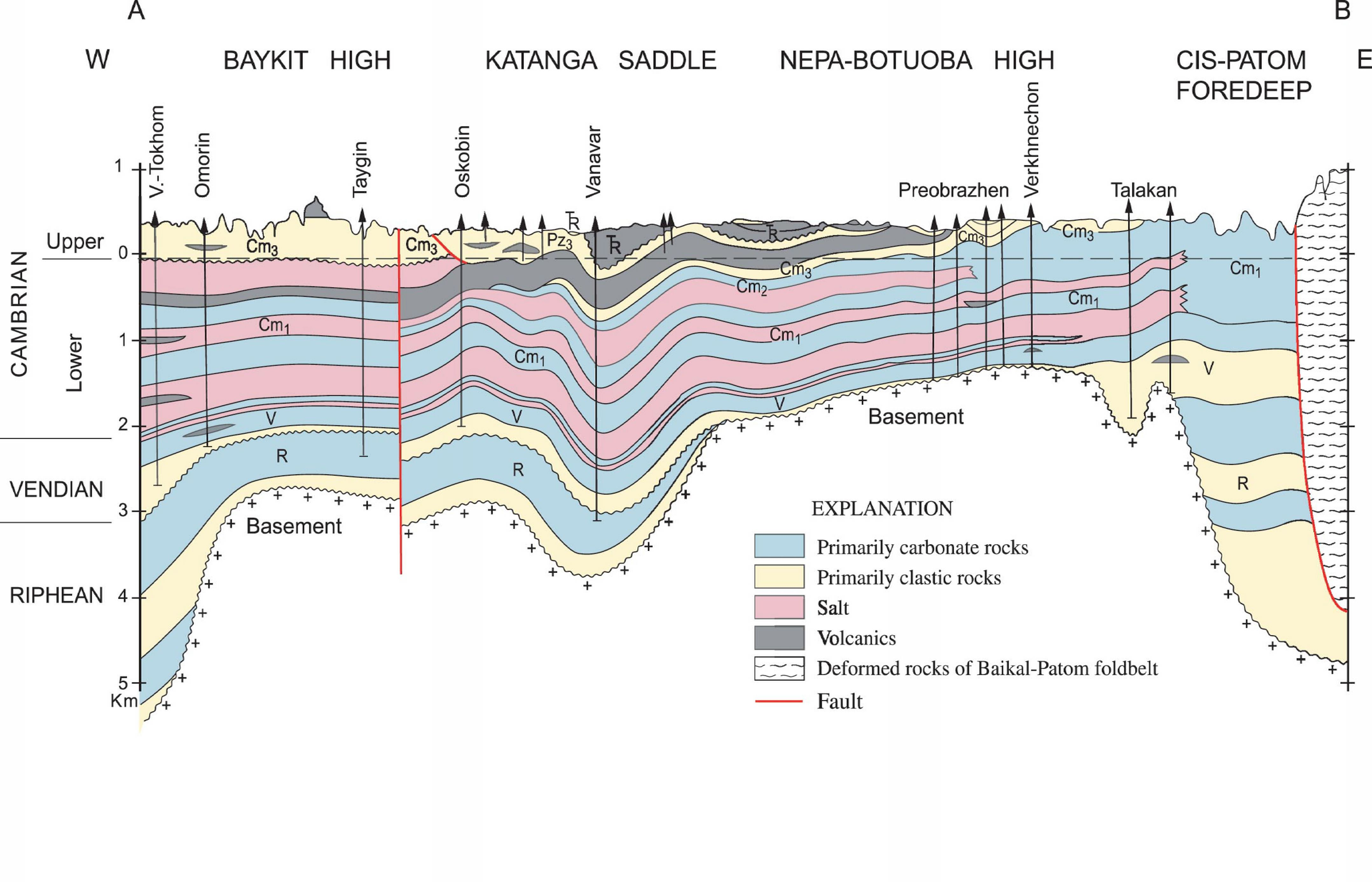
Coupe A-B (environ 1000 km) du craton sibérien Sud.

Le Riphéen est un étage ou un âge de l'échelle des temps géologiques, de - 1 400 Ma à - 800 Ma environ, qui précède le Vendien.
Il est utilisé (tout comme le Vendien) dans la stratigraphie protérozoïque du craton sibérien, en Russie, et fut également utilisé jadis dans un certain nombre de propositions d'échelles des temps géologiques internationales mais il est aujourd'hui remplacé plutôt par la somme des périodes de l'Ectasien, du Sténien et du Tonien qui se trouvent dans le Méso- et le Néoprotérozoïque.
Le mot Riphéen dérive des antiques montagnes riphéennes, parfois associées dans les écrits anciens avec les montagnes de l'Oural.